# ムーン (ゲーム会社)
有限会社ムーンは東京都渋谷区のアダルトゲーム会社。広島県にも開発室がある。他社ブランドのゲーム下請け制作と自社ブランドのゲーム制作を行っている。

## 作品一覧

### 自社ブランド作品
スタジオカメ
- イキジゴク
- えむ先生のこと
- いじくりママ
- シキタリ
- びっちんちょ 〜全員整列っ。当クラスのおち×ぽはワタクシこと委員長が一括管理いたします〜
- でくママ
- いじくりママ2
- お父さんとわたし
- びっちンびーち ～理性ぶっ飛び! ぶっかけ中出しハメハメあへ夏物語～
- いじくりママ3
- いじくりママ達のクリスマス
- えす先生のこと
- でくママ2
- 豪蔵 ～シキタリの裏で行われていた真実～
- まっつぃ ～びっちンびーち外伝～

イノヘッドスタジオ
- 不良先輩と幼馴染同級生
- コズクリハーレムビッチ学園
- ママネトリ
- 今日からペット ～マゾ堕ちする僕のラブラブペット学園ライフ～
- 爆乳ママ孕ませ寝取り ～極悪少年のママビッチ化計画～
- ビッチ家族変態な日常 ～誰とでもヤれちゃう異常な世界～

LUNATIC
- 淫術の学園
- 娘とボクと妻とネトリ魔 ～よがり叫ぶ3つの唇「あなた、ごめんなさい……」「パパ許してぇ……!」～
- 牝贄メイドアイドル・亜衣 〜淫縛の性処理契約〜

パンチラキック
- つまびっち!! ～ターゲットは村人全員ww 人妻達のあへエロ夏物語～
- らぶきゃばっち 全財産を賭けた漢のキャバ趣味レーションゲーム

BlackLUNA
- TRIPLE×SADISTIC ～ドSなオレと令嬢たちの14日間～

TOMATO
- キュンキュン家庭ちょー教師 〜性の手ほどきA to Z〜
- 姫武者
- 夢幻天使エクスシア
- ごっちる -ラブリーレディーメーカー-
- マジカルハッピー 〜魔法はHのてほどき!〜
- ペロペロさせて 〜みみっこメイド発情期〜

ビタミン
- ビッグマグナム・張本先生
- ひ・み・つの放課後 〜危ない同棲性活〜
  - ひ・み・つ・の放課後2 〜コーチと教え子のアブナイ同棲生活〜
- いじってプリンセス〜もう!またこんなところで〜
  - もっといじってプリンセス 〜もう!またこんなところで2〜
  - いじってプリンセスafter
  - いじってプリンセス外伝 シャルロット受難
  - もっといじってプリンセスなの!
  - どうして?いじってプリンセス Final Road 〜もう!またこんなところで3〜
  - 新世紀いじってプリンセス 〜もう!またそんなことまで〜
  - 新世紀いじってプリンセスNEXT 〜鬼(なまいき)姫ビィ登場!〜
  - 新世紀いじってプリンセスNEXT2 〜くノ一姫カスミ参上!〜
  - 新世紀いじってプリンセスNEXT3 〜魔族姫ラビス降臨!〜
  - 新世紀いじってプリンセスNEXT4 〜超(スーパー)メイドマリー推参!?〜
- Dr.ペコ 秘密の診療所 〜人に言えない性の悩み解決いたします〜
  - Dr.ペコ 秘密の診療所2 〜まもりの秘密解決いたします〜
- ねとって女神!
  - ねとって女神 ネオ
- PrettyDevilパラダイス 〜ミリオム魔界奪還指令!〜

祭企画
- た・べ・ご・ろ 〜ひとつ屋根の下で〜（「SPEED／祭企画」名義）
- あまえんぼう 〜もう!イケないコね〜（「SPEED／祭企画」名義）
- 悪注入 －君に捧げる悪意の魂－
  - PrettyDevil ミリオムといっしょ -悪注入アフター-
- 蔵
- ハラマセテ人妻
  - ハラマセテ人妻2
  - ハラマセテ戦乙女
  - もっとハラマセテ戦乙女
- 痴漢車両1号車 〜崎京線〜
  - 痴漢車両2号車 〜井の顕線〜
  - 痴漢車両3号車 〜御常筋線〜
- 淫行おやじと少女
- 女子〇(アナ)
  - 女子〇(アナ)2
- イジクリ〜少女と淫行日記〜
- 淫猥調書
- 巨乳ちゃんはビ・ン・カ・ン

ショコラティエ
- memories

### 外部開発作品
マリゴールド系列作品
- 姫三妹 〜堕ち行く三姉妹〜（アンダームーン）
- きのこ 禁断の治療薬（マリン）
- ふたりじめ 〜幼なじみと夏と義妹〜（マリン）
- 女子寮辱 〜良家美人姉妹おどり喰い〜（マリン）

スペースプロジェクト系列作品
- 怪盗Z 〜あなたのハートを盗みます〜（Ciel）
- 逸脱（Soleil）
- いたずらBBQ 〜剥きたてラクロスっ娘喰い放題〜（RAPTOR）

Sweetpain作品
- 屈折
- ぱいんハウス 〜おにいちゃん教えて!〜

うらら
- Ma Maison ～素直になれない住人たち～
- ギリギリ☆すくーぷ ～潜入!! 禁断の女子水泳部～
- ギリギリ☆すくーぷ2 ～潜入!! 禁断のチアリーディング部～
- 絶対美少女改造クラブ
- 少女のきもち ～おんなのこだって、エッチだもん!～

その他
- 微風の詩 〜Breeze　passed　us　by〜（ピンパイ）
- 非常識 〜快楽はそこにある〜（ぷちあんく）

## 主なスタッフ
原画
- ルゴシエラ
- A-DAT（旧名:坂下吹雪）
- くろねこ
- 佐倉はなつみ

シナリオ
- ピーナツ太郎
- ポルノソムリエ
- 慈恩大
- 東人
- 夜行人間
- Dr.どっぷり